# しゃばけ
『しゃばけ』は、畠中恵のファンタジー時代小説およびその続編を含んだシリーズ。イラストは、柴田ゆう。

## 概要
2002年、2004年にNHK-FM放送にてラジオドラマ化。2007年、2008年にフジテレビにてテレビドラマ化され、2013年、2021年にアトリエ・ダンカンプロデュース、Lolプロデュースによりそれぞれ舞台化された。2017年、2018年にCLIEによりミュージカル化された。2021年に朱夏制作により20周年記念スペシャルアニメが配信された。
萩尾望都、高橋留美子など総勢13名の漫画家がトリビュートした『しゃばけ漫画』が『小説新潮』（新潮社）にて2013年9月号から2014年9月号まで連載され、2014年12月には単行本が刊行。その内の一人であったみもりによって『月刊コミックバンチ』（同）にて2017年3月号より2023年5月号まで連載され、2018年4月から単行本が刊行中。単行本第1巻が発売された際には畠中恵と植田圭輔から帯にコメントが寄せられている。
著者の畠中恵は2001年にシリーズ第1弾となる『しゃばけ』で第13回日本ファンタジーノベル大賞の優秀賞を受賞し、デビュー。2003年には第2弾『ぬしさまへ』を刊行。現在までに、13作品（文庫版の外伝『えどさがし』は含まず）刊行している。2016年には、第1回吉川英治文庫賞を受賞している。2024年11月時点でシリーズ累計発行部数は1000万部を突破している。

### シリーズ紹介
時は江戸時代。体の弱い若だんなと、若だんなに仕える佐助と仁吉を始めとする妖（あやかし）たちが協力して事件を解決する、キャラクターを立てた時代物ファンタジーであるが、謎解きにも力が注がれており、拡張ルールを設定したミステリーとしても読むことが可能。2024年7月時点でシリーズ第23弾まで刊行されている。

### メディア展開
- 2002年 - 「青春アドベンチャー」（NHK-FM放送）でラジオドラマ化。
- 2004年 - 2作目『ぬしさまへ』がラジオドラマ化。
- 2007年 - フジテレビ系でテレビドラマ化。
- 2008年 - フジテレビ系でテレビドラマ第2弾『うそうそ』が放送された。
- 2013年 - アトリエ・ダンカンプロデュースにより舞台化。
- 2017年 - CLIEにより1作目『しゃばけ』、2作目『弐 〜空のビードロ・畳紙〜』がミュージカル化。
- 2018年 - CLIEにより3作目『参 〜ねこのばば〜』がミュージカル化。
- 2021年 - Lolプロデュースにより『畠中恵「しゃばけ」シリーズ Presents「シャイニングモンスター〜ばくのふだ〜」（Shining編 / Shadow編）』が公演、YouTubeで朱夏制作による20周年記念スペシャルアニメが配信された。
- 2022年 -  Lolプロデュースによる舞台化としては第2弾となる『畠中恵「しゃばけ」シリーズPresents シャイニングモンスター 2nd STEP 〜てんげんつう〜』が公演。
- 2025年 - BN Pictures制作によるテレビアニメが放送予定[10]。

## 登場人物
※「ドラマ」はフジテレビドラマの配役、[舞台・初演]は初演版の舞台の配役、[舞台・2021年]は2021年版の舞台の配役、[舞台・2022年]は2022年版の舞台の配役、「ミュ・初演」はミュージカルの初演の配役、「ミュ・弐」はミュージカル第2弾の配役、「ミュ・参」はミュージカル第3弾の配役、「スペシャルアニメ」は20周年記念アニメの声優、「テレビアニメ」はテレビアニメの声優。
一太郎
[ドラマ] - 手越祐也 / [舞台・初演] - 沢村一樹、[舞台・2021年]・[舞台・2022年] - 前川優希 / [ミュ・初演]・[ミュ・弐]・[ミュ・参] - 植田圭輔 / [スペシャルアニメ] - 榎木淳弥 / [テレビアニメ] - 山下大輝
主人公。江戸の大店である廻船問屋兼薬種問屋の長崎屋の跡取り息子で、周囲からは「若だんな」と呼ばれる。『しゃばけ』時点では数え年17歳（満年齢15-16歳）。
生まれながらの虚弱体質ですぐ寝込んでしまうため、両親や兄や（にいや）たちは一太郎にかなり甘く、本人は周囲に心配をかけることを心苦しく思っている。過保護な佐助・仁吉に閉口することも多いが、2人を兄のように思っている。基本的に優しい性格であり、芯が強い一面も持ち、それ故無茶をすることもある。
祖母おぎんが妖（あやかし）であるため、妖怪を見ることができるものの、それ以外に特別な力は受け継いでいない。
薬種問屋を任されていることになっているが、店で仕事をしようとすると、仁吉に仕事を取り上げられてしまう。
佐助（犬神）
[ドラマ] - 高杉亘 / [舞台・初演] - マギー、[舞台・2021年]・[舞台・2022年] - 小沼将太 / [ミュ・初演]・[ミュ・弐] - 滝川英治 / [スペシャルアニメ] - 阿座上洋平
一太郎の兄や・廻船問屋手代。正体は弘法大師が猪よけに描いた犬の絵の化身・犬神。ごつい顔で身長が六尺もあり、力が強く片手で人を持ち上げてしまう。普段は水夫たちを仕切って、廻船問屋での仕事をこなしている。
一太郎が1番で2番がなく、まず何においても一太郎の安全を優先する。妖特有の大雑把さ、無頓着さが垣間見える。
仁吉（白沢）
[ドラマ] - 谷原章介 / [舞台・初演] - 山内圭哉、[舞台・2021年]・[舞台・2022年] - 井澤勇貴 /  [ミュ・初演]・[ミュ・参] - 中村誠治郎 / [スペシャルアニメ] - 内山昂輝
一太郎の兄や・薬種問屋手代。正体は白沢。切れ長の目で男前。江戸の娘に人気。普段は豊富な薬の知識で番頭とともに薬種問屋で働いている。
佐助と同じく一太郎が1番で2番がない。
一太郎の祖母・皮衣に千年以上前から恋心を抱いており、以前はずっと付き添っていた。
鳴家（やなり）
[ミュ] - 子役
古い家に住み、ぎしぎしと家を鳴らす妖。身の丈数寸の小鬼で恐ろしい顔をしているが気は小さい。嬉しくても驚いても悲しくても「きゅわきゅわ」と鳴く。
一つの家に何匹も住み着き、長崎屋以外にも住んでいる。一太郎は長崎屋の鳴家の見分けが付く。
家づたいに自由に動けるので、一太郎の依頼により事件の調査などを手がけることもあり、そのときは一番乗りで報告したがるが、あまり有益な情報はもたらさない。一太郎へ先に情報を伝えることが多い日限の親分には悪意を持っている。
屏風のぞき
[ドラマ] - 宮迫博之 / [舞台・2021年] - 反橋宗一郎、[舞台・2022年] - 瀬戸祐介 / [ミュ・初演]・[ミュ・弐]・[ミュ・参]  - 藤原祐規 / [スペシャルアニメ] - 木村良平
古い屏風が化した付喪神（つくもがみ）。屏風に描かれた絵そのままに市松模様の派手な石畳紋の着物を着ている。元が紙張りの屏風なので、水・火が大の苦手であり、屏風が壊れることを恐れる。
長崎屋に住む妖の中では、唯一、若だんなに憎まれ口をきく皮肉屋だが、何だかんだで一太郎のことは気に入っている。佐助、仁吉の二人とはそりが合わない。
若だんなのよき遊び相手で、碁仲間でもある。
藤兵衛
[ドラマ] - 岸部一徳 / [ミュ・初演] - 梶雅人
一太郎の父。長崎屋主人。身長は5尺5寸ほど。元は長崎屋の手代であったが、長崎屋の一人娘・おたえに惚れられて婿養子となる。
おたえ
[ドラマ] - 真矢みき  / [舞台・初演] - 麻実れい
一太郎の母。おっとりした性格。四十路に近いとは思えない、儚げな美人。若いころは「江戸一番の弁天様」「雪でできた花のよう」と褒め称えられ、身分の高い武家や江戸でも名の知れた大店の若主人などから結婚を申し込まれるほど。
一太郎の兄にあたる男の子を生後数日で亡くしたことから、誰より一太郎の病弱ぶりを心配している。
松之助
[ドラマ] - 岡田義徳 / [ミュ・弐] - 平野良
一太郎の腹違いの兄。いつもニコニコと笑顔をたやさず、人当たりがよく温厚な青年。出自の事情により本郷の桶屋へ奉公に出される。その後長崎屋（廻船問屋）の手代となる。
伊三郎
一太郎の祖父。おたえの父親。故人。
西国の武士だったが、おぎんと出会い、すべてを捨てて江戸へ駆け落ちし、長崎屋を構えた。
おぎん
[ドラマ] - 十朱幸代
一太郎の祖母。おたえの母親。正体は狐の妖である皮衣（かわごろも）。人間としては故人だが、天界で荼枳尼天に仕えている。
栄吉
[ドラマ] - 髙木雄也（Hey! Say! JUMP） / [舞台・初演] - 宇梶剛士 / [ミュ・初演] - 逢沢優
長崎屋の北隣の菓子屋・三春屋の跡取り息子。一太郎とは幼馴染。春という妹が居る。
本人の熱心さとは裏腹に、菓子作りが飛びぬけて下手で、特に餡作りが下手。栄吉が作ったまんじゅうを食べた客が死んだために殺人のぬれぎぬを着せられることもあった。後に努力が実を結び、餡を使わない菓子であれば多少はまともに作れるようになった。
要領がよく、世間のことをよく心得ている。
清七
長崎屋のある日本橋界隈をなわばりとする岡っ引き。日限地蔵の近くに住んでいることから、「日限の親分」と呼ばれている。
岡っ引きとしての実力は確かであり、腕っ節も強いが、難解な事件が起きると一太郎達に助けを求めることもしばしば。
長崎屋を頻繁に訪問しては、現在起きている事件を、なかなか外に出られない一太郎に世間話がてら報告している。
帰りには菓子や金子を土産にもらっていく等、ちゃっかりした性格でもある。
縫い物で家計を助けている妻・おさきがいる。
正吾
清七の下っぴき。
於りん
深川にある大きな材木問屋、中屋の娘。鳴家が見える。
お雛
[ミュ・弐] - 岡村さやか
於りんの叔父である正三郎の許嫁。両親を早くに亡くして、祖父母が営む紅白粉問屋、一色屋に引き取られる。
常に素顔が想像できないほどの厚化粧を施しており、一見すると奇異な印象を受けるが、とても真っ当な心根の優しい娘。
源信
一太郎の掛かり付けの医師。腕は確かだが、謝礼が高くて有名。
寛朝
[ミュ・参] - 石坂勇
妖封じで有名な、広徳寺の僧。
秋英
[ミュ・参] - 法月康平
寛朝様のたった一人の弟子。本人は気付いていないが、妖を見る力がある。
野寺坊
一太郎に協力する妖。背が低く、すり切れた僧衣をまとった貧乏くさい坊主のかっこうをした妖。獺と二人で行動を共にする。
獺
[舞台・2021年] - 阿部大地
錦のあでやかな振り袖を着た小姓姿の美童に化けた妖。野寺坊と一緒に行動していることが多い。
鈴彦姫
[ドラマ] - 早乙女太一 / [ミュ・初演] - 大平峻也 / [スペシャルアニメ] - 金元寿子
湯島聖堂近くのお稲荷様に仕えている、鈴の付喪神。しっかり者だが、遠出する一太郎に同行しようと、荷物の中にこっそり自分の本体である鈴を隠す一面も持っている。
見越の入道
[ドラマ] - ベンガル / [ミュ] - 川下大洋（声のみ）
物貰いのような貧乏くさい僧の格好をしているが、仁吉や佐助より上位に位置する妖で、皮衣とは旧知の仲。一太郎を心配する祖母の代理として姿を見せる。
蛇骨婆
白髪頭の老婆のような姿の妖。
荼枳尼天
神なる存在。おぎんが仕えている。
お獅子
付喪神となった、一太郎の持つ古い印籠の蒔絵の獅子。付喪神となって日が浅いためか、人間の言葉は喋れない。
金次
海苔問屋の大むら屋から長崎屋に移ってきた下男。がりがりに痩せ、あばらが浮き、顔も骸骨に皮を張り付けた姿。その正体は貧乏神であるのだが、長崎屋では疎まれることなく普通に接されるために、彼が訪れている時、長崎屋は不幸になるどころか事態が好転するというおかしなことになっている。
禰々子（ねねこ）
長身で佐助とも対等に渡り合えるほどの力を持った女。記憶を失っている。その正体は河童。

## 書誌情報

### 単行本
畠中恵（著）・柴田ゆう（イラスト）、新潮社、既刊23巻（2024年7月現在）
1. 『しゃばけ』2001年12月21日発売、ISBN 4-10-450701-6
  - 新装版　2013年3月22日発売、ISBN 978-4-10-450700-9
2. 『ぬしさまへ』2003年5月22日発売、ISBN 4-10-450702-4
3. 『ねこのばば』2004年7月22日発売、ISBN 4-10-450703-2
4. 『おまけのこ』2005年8月22日発売、ISBN 4-10-450704-0
5. 『うそうそ[注 3]』2006年5月31日発売、ISBN 4-10-450705-9
6. 『ちんぷんかん』2007年6月22日発売、ISBN 978-4-10-450707-8
7. 『いっちばん』2008年7月31日発売、ISBN 978-4-10-450709-2
8. 『ころころろ』2009年7月31日発売、ISBN 978-4-10-450710-8
9. 『ゆんでめて』2010年7月30日発売、ISBN 978-4-10-450712-2
10. 『やなりいなり』2011年7月29日発売、ISBN 978-4-10-450714-6
  - 初回限定版[注 4]（同日発売）、ISBN 978-4-10-450715-3
11. 『ひなこまち』2012年6月29日発売、ISBN 978-4-10-450716-0
12. 『たぶんねこ』2013年7月22日発売、ISBN 978-4-10-450718-4
13. 『すえずえ』2014年7月31日発売、ISBN 978-4-10-450719-1
14. 『なりたい』2015年7月22日発売、ISBN 978-4-10-450720-7
15. 『おおあたり』2016年7月22日発売、ISBN 978-4-10-450721-4
16. 『とるとだす』2017年7月21日発売、ISBN 978-4-10-450723-8
17. 『むすびつき』2018年7月20日発売、ISBN 978-4-10-450725-2
18. 『てんげんつう』2019年7月18日発売、ISBN 978-4-10-450726-9
19. 『いちねんかん』2020年7月17日発売、ISBN 978-4-10-450727-6
20. 『もういちど』2021年7月19日発売、ISBN 978-4-10-450728-3
21. 『こいごころ』2022年7月21日発売、ISBN 978-4-10-450729-0
22. 『いつまで』2023年7月20日発売、ISBN 978-4-10-450730-6
23. 『なぞとき』2024年7月18日発売、ISBN 978-4-10-450731-3

### 文庫

#### 本編
畠中恵（著）・柴田ゆう（イラスト） 『しゃばけ』 新潮社〈新潮文庫〉、既刊22巻（2025年6月現在）
1. 『しゃばけ』2004年3月28日発売、ISBN 4-10-146121-X
2. 『ぬしさまへ』2005年11月27日発売、ISBN 4-10-146122-8
3. 『ねこのばば』2006年11月28日発売、ISBN 4-10-146123-6
4. 『おまけのこ』2007年11月28日発売、ISBN 978-4-10-146124-3
5. 『うそうそ』2008年11月14日発売、ISBN 978-4-10-146125-0
6. 『ちんぷんかん』2009年11月30日発売、ISBN 978-4-10-146126-7
7. 『いっちばん』2010年11月29日発売、ISBN 978-4-10-146127-4
8. 『ころころろ』2011年11月29日発売、ISBN 978-4-10-146128-1
9. 『ゆんでめて』2012年11月28日発売、ISBN 978-4-10-146129-8
10. 『やなりいなり』2013年11月28日発売、ISBN 978-4-10-146130-4
11. 『ひなこまち』2014年11月28日発売、ISBN 978-4-10-146131-1
12. 『たぶんねこ』2015年11月28日発売、ISBN 978-4-10-450718-4
13. 『すえずえ』2016年11月29日発売、ISBN 978-4-10-146134-2
14. 『なりたい』2017年11月29日発売、ISBN 978-4-10-146135-9
15. 『おおあたり』2018年11月28日発売、ISBN 978-4-10-146136-6
16. 『とるとだす』2019年11月28日発売、ISBN 978-4-10-146137-3
17. 『むすびつき』2020年11月30日発売、ISBN 978-4-10-146138-0
18. 『てんげんつう』2021年6月24日発売、ISBN 978-4-10-146139-7
19. 『いちねんかん』2022年11月28日発売、ISBN 978-4-10-146141-0
20. 『もういちど』2023年11月29日発売、ISBN 978-4-10-146142-7
21. 『こいごころ』2024年11月28日発売、ISBN 978-4-10-146143-4
22. 『いつまで』2025年6月25日発売、ISBN 978-4-10-146144-1

#### 外伝
畠中恵（著）・柴田ゆう（イラスト） 『しゃばけ外伝』 新潮社〈新潮文庫〉、既刊2巻（2021年11月現在）
1. 『えどさがし』2014年11月28日発売、ISBN 978-4-10-146132-8
2. 『またあおう』2021年11月27日発売、ISBN 978-4-10-146174-8

### 漫画
畠中恵（原作）・みもり（漫画） 『しゃばけ』 新潮社〈BUNCH COMICS〉、全4巻
1. 2018年4月9日発売、ISBN 978-4-10-772063-4
2. 2019年7月9日発売、ISBN 978-4-10-772198-3
3. 2021年7月8日発売、ISBN 978-4-10-772403-8
4. 2023年6月8日発売、ISBN 978-4-10-772608-7

### アンソロジー
- 『しゃばけ漫画 仁吉の巻 』 - 高橋留美子・みもり・えすとえむ・紗久楽さわ・鈴木志保・吉川景都・岩岡ヒサエ
  - 単行本：新潮社〈BUNCH COMICS〉、2014年12月2日発売、ISBN 978-4-10-771785-6
  - 文庫版：新潮社〈新潮文庫〉、2016年11月28日発売、ISBN 978-4-10-146168-7
- 『しゃばけ漫画 佐助の巻 』 - 萩尾望都・雲田はるこ・つばな・村上たかし・上野顕太郎・安田弘之・柴田ゆう
  - 単行本：新潮社〈BUNCH COMICS〉、2014年12月2日発売、ISBN 978-4-10-771786-3
  - 文庫版：新潮社〈新潮文庫〉、2016年11月28日発売、ISBN 978-4-10-146169-4

### 絵本
- 畠中恵（著）・柴田ゆう（イラスト） 『みぃつけた』 新潮社、2006年11月30日発売、ISBN 4-10-450706-7

### エッセイ
- 畠中恵 『つくも神さん、お茶ください』 新潮社、2009年12月21日発売、ISBN 978-4-10-450711-5
  - 文庫版（2012年12月1日発売)、ISBN 978-4-10-146181-6

### ファンブック
- 畠中恵・柴田ゆう（著）・バーチャル長崎屋奉公人（編） 『しゃばけ読本』 新潮社、2007年11月9日発売、ISBN 978-4-10-450708-5
  - 文庫版（2010年12月1日発売）、ISBN 978-4-10-146170-0

### レシピ集
- 畠中恵（著）・川津幸子（料理） 『しゃばけごはん』 新潮社〈新潮文庫〉、2021年12月1日発売、ISBN 978-4-10-146175-5

## ラジオドラマ
『しゃばけ』のタイトルで、NHK-FM放送「青春アドベンチャー」枠にて2002年4月15日から26日まで全10回が放送された。
「ぬしさまへ」を原作とするラジオドラマ第2作は、『しゃばけ2』のタイトルで、同枠にて2004年3月29日から4月9日までの日程で全10回が放送された。

### キャスト（ラジオドラマ）
- 一太郎：金子貴俊
- 仁吉：大竹周作
- 佐助：中村まこと
- 屏風のぞき：頭師孝雄
- 鳴家：下山彩那・鈴木つばさ・石川由依・鈴木里彩・小川李子
- 藤兵衛、半右衛門：下塚誠
- おたえ：水野ゆふ
- 栄吉：近藤大介
- お春、布団の泣き声、大かぶろ：宮岡弥生
- 源信（医者）：佐藤正治
- おくま：夏川加奈子
- げんべい、伊三郎：真田健一郎
- 小僧：入野自由
- 忠七（薬種問屋番頭）：うちだりゅうま
- たきじ：いけだたけし
- 正吾、駕籠かき、（田原屋の）番頭、謎の妖、暗紅：森田ガンツ
- ますだ屋、徳次郎、松次郎：長沢大
- 男、客の男、墨壷、小僧、与吉：松野太紀
- 吉野、お吉：神野美紀
- おさき、おりん、おまき：後藤飛鳥
- お千絵：夏川加奈子
- 庄三郎、佐平、弥七：川本克彦
- 鈴彦姫：岡本易代
- 野寺坊、おじ：江良潤
- 獺、濡女、おかね：石津彩
- 蛇骨婆、お染：有田麻里
- ふらり火：平島聡
- 織部の茶器：鈴木一功
- 三橋の親分・見越の入道：柳澤慎一
- 清七：沢りつお
- 語り：永井一郎

### スタッフ（ラジオドラマ）
- 原作：畠中恵「しゃばけ」「ぬしさまへ」
- 脚色：佐藤ひろみ
- 選曲：伊藤守恵
- 演出：松本順(1)、吉田努(2)
- 技術：小林清、西田俊和(2)、谷田洋一(2)
- 音響効果：平塚清(1)、野村知成(2)、岩崎進(2)

## テレビドラマ

### しゃばけ
2007年11月24日の21:00 - 23:10（JST、土曜プレミアム枠）、フジテレビ系全国ネットで放送された。同年8月22日に京都でクランクイン。原作は『しゃばけ』と、第2作の『ぬしさまへ』。視聴率14.4%。

#### キャスト
- 一太郎：手越祐也　(元NEWS)
- 仁吉・白沢：谷原章介
- 佐助・犬神：高杉亘
- 屏風のぞき（屏風絵の付喪神）：宮迫博之　(元雨上がり決死隊)
- 鈴彦姫（鈴の付喪神）：早乙女太一
- 獺（美童姿のカワウソの妖）：山田花子
- 栄吉：髙木雄也（Hey! Say! JUMP）
- 松之助（一太郎の腹違いの兄）：岡田義徳
- 見越の入道：ベンガル
- 日限りの親分：志垣太郎
- おたえ（一太郎の母親）：真矢みき
- 藤兵衛（一太郎の父親）：岸部一徳
- おぎん（一太郎の祖母であり実は齢3千年の妖）：十朱幸代
- 野寺坊：酒井敏也
- 大工の棟梁：阿南健治
- ぽてふり・長五郎：金子賢
- 侍：合田雅吏
- 薬売り：芝本正
- 多喜次：西園寺章雄
- おみね：酒井麻吏
- おはる：岩田さゆり

#### スタッフ
- 原作：畠中恵「しゃばけ」「ぬしさまへ」（「しゃばけ」シリーズ / 新潮社刊）
- プロデュース：喜多麗子、足立弘平
- ラインプロデューサー：多治見薫
- 脚本：永田優子
- 演出：宮本理江子
- 音楽：高梨康治、水谷広実
- 特殊メイク：江川悦子、荒川紀之、山田陽、佐藤正実、大宜見健次
- 特撮監督：尾上克郎
- 特撮：特撮研究所
- VFX：マリンポスト、日本映像クリエイティブ、Motor/lieZ、フェニックス、キュー・テック、FILM LLP、早稲田大学芸術・科学センター
- キャラクター原案：柴田ゆう
- 殺陣：夏山剛一
- 技術協力：バスク
- 企画協力：新潮社
- 制作協力：松竹、松竹京都映画
- 制作：フジテレビドラマ制作センター
- 主題歌：Dragon Ash「thought and action」

### うそうそ
2008年11月29日、前作と同じく土曜プレミアム枠で放送。原作は小説第5作『うそうそ』。視聴率12.5%。

#### キャスト
『うそうそ』で初めて出てきた人物に限定。その他は第1作『しゃばけ』と同じ。
- 大工の棟梁：阿南健治
- 勝之進：中村俊介
- 孫右衛門：柏原収史
- 新龍：升毅
- お比女：日向ななみ
- 煙草盆：くいだおれ太郎（友情出演）
- 蒼天坊：中村扇雀
- 山神：古谷一行（特別出演）

#### スタッフ
- 原作：畠中恵『うそうそ』（「しゃばけ」シリーズ / 新潮社刊）
- プロデュース：喜多麗子
- 演出：光野道夫
- 脚本：樫田正剛、高橋ナツコ
- 音楽：高梨康治、水谷広実
- 制作：フジテレビドラマ制作センター
- 主題歌：Dragon Ash「thought and action」（前作と同じ）

### 関連商品
DVD
- しゃばけシリーズ第1弾 しゃばけ（2009年1月30日発売、規格品番 PCBC-51428）
- しゃばけシリーズ第2弾 うそうそ（2009年4月1日発売、規格品番 PCBC-51538）

## 舞台
2013年にアトリエ・ダンカンプロデュースで舞台化。2021年にはLolプロデュースで『シャイニングモンスター〜ばくのふだ〜』の公演名で再舞台化した。

### 初演
2013年4月20日から29日にかけて東京・赤坂ACTシアター、同年5月7日から12日にかけて大阪・新歌舞伎座、同年5月15日に金沢・金沢歌劇座を会場に公演された。

#### キャスト（初演）
- 一太郎 - 沢村一樹
- 佐助 - マギー
- 仁吉 - 山内圭哉
- 栄吉 - 宇梶剛士
- お春 - 臼田あさ美
- 松之介 - 高橋光臣
- おたえ - 麻実れい
- アンサンブル - 阿知波悟美、久保酎吉、池田有希子、西村直人、星野園美、金井良信、孔大維、水谷悟、根本大介

#### スタッフ（初演）
- 原作 - 畠中恵『しゃばけ』（新潮文庫刊）
- 脚本・演出 - 鄭義信
- 音楽 - 久米大作
- 企画協力 - 新潮社
- 主催 - WOWOW / イープラス / TBS（東京公演）、新歌舞伎座（大阪公演）、北國新聞社（金沢公演）
- 企画製作 - アトリエ・ダンカン

### シャイニングモンスター

#### 2021年
『畠中恵「しゃばけ」シリーズPresents　シャイニングモンスター〜ばくのふだ〜（Shining編 / Shadow編）』というタイトルで、2021年3月13日から21日にCBGKシブゲキ!!にて上演された。
「Shining編」「Shadow編」が回替わりで上演。

##### キャスト（2021年）
- 一太郎 - 前川優希
- 仁吉 - 井澤勇貴
- 佐助 - 小沼将太
- 屏風のぞき - 反橋宗一郎
- 場久 - 磯貝龍乎
- 獺 - 阿部大地
- アマビエ - 真城めぐみ

##### スタッフ（2021年）
- 原作 - 畠中恵「しゃばけ」シリーズ（新潮社刊）より『ひなこまち』所収「ばくのふだ」「ろくでなしの船箪笥」
- 演出 - 錦織一清
- 脚本 - 神楽澤小虎
- 音楽 - 西寺郷太(NONA REEVES)
- 振付 - IYO-P
- 舞台監督 - 原田譲二
- 音響 - 田上篤志
- 照明 - 橋本剛(コローレ)
- 美術 - 大津英輔
- 衣装 - 小野涼子
- ヘアメイク - 工藤聡美
- 制作 - アプル
- プロデュース - Lol inc.

#### 2022年
『畠中恵「しゃばけ」シリーズPresents シャイニングモンスター 2nd STEP 〜てんげんつう〜』というタイトルで、2022年7月30日から8月4日に浅草花劇場にて上演された。

##### キャスト（2022年）
- 一太郎 - 前川優希
- 仁吉 - 井澤勇貴
- 佐助 - 小沼将太
- 屏風のぞき - 瀬戸祐介
- 猫又 - 柳沢卓
- アマビエ - 真城めぐみ
- てんげんつうの男 - 加藤将

##### スタッフ（2022年）
- 演出 - 錦織一清
- 脚本 - 神楽澤小虎
- 振付 - IYO-P

## ミュージカル
15周年を記念してCLIEにより2017年にミュージカル化され、2018年までシリーズ化された。

### 初演（ミュージカル）
ミュージカル『しゃばけ』として2017年1月19日から28日にかけて東京・紀伊国屋サザンシアターを会場に公演された

#### キャスト
- 一太郎：植田圭輔
- 佐助：滝川英治
- 仁吉：中村誠治郎
- 屏風のぞき：藤原祐規
- 鈴彦姫：大平峻也
- 栄吉：逢沢優
- 暗夜：萩野崇
- 日限の親分：川下大洋
- 守狐：福井将太
- 藤兵衛：梶雅人
- アンサンブル：美木マサオ、あきつ来野良、小山まさし、市川真也

#### スタッフ
- 原作：畠中恵『しゃばけ』（新潮文庫刊）
- 演出･音楽：浅井さやか（One on One）
- 脚本：神楽澤小虎（MAG.net）
- 振付：美木マサオ（マサオプション）
- 殺陣指導：あきつ来野良
- 音響：天野高志
- 照明：大波多秀起
- 美術：岡田志乃
- 衣装：伊藤摩美
- ヘアメイク：工藤聡美
- 舞台監督：浅野玲（DDR）
- デザイン：山代政一（アマヤドリ）
- アシスタントプロデューサー：小川文乃、田加井愛穂
- プロデューサー：吉井敏久、渡辺詩織
- 企画・製作：CLIE

### 弐 〜空のビードロ・畳紙〜
ミュージカル『しゃばけ』弐 〜空のビードロ・畳紙〜のタイトルで2017年9月2日から10日にかけて東京・紀伊國屋ホールを会場に公演された。

#### キャスト
- 松之助：平野良
- 屏風のぞき：藤原祐規
- 与吉：石井智也
- お雛：岡村さやか
- 守狐：福井将太
- おみつ：田宮華苗
- 平太：齋藤健心
- お染：山﨑千惠子
- 徳次郎：朝倉伸二
- 佐助：滝川英治
- アンサンブル：美木マサオ、あきつ来野良、千田阿紗子
- 鳴家役：岡部浬功、金田茉子、小峰遥音、田中一瑳、田中士道、新野杏樹
- 一太郎：植田圭輔(声の出演)

#### スタッフ
- 原作：畠中恵「しゃばけ」シリーズ（新潮社刊）より『ぬしさまへ』所収「空のビードロ」／『おまけのこ』所収「畳紙」
- 演出・音楽：浅井さやか（One on One）
- 脚本：神楽澤小虎（MAG.net）
- 振付：美木マサオ（マサオプション）
- 殺陣指導：あきつ来野良
- 音響：天野高志
- 照明：大波多秀起
- 美術：岡田志乃
- 衣装：伊藤摩美
- ヘアメイク：工藤聡美
- 歌唱指導：カサノボー晃
- 演出助手：千田阿紗子
- 舞台監督：DDR
- 制作：小川文乃、田加井愛穂
- プロデューサー：渡辺詩織
- プロジェクトプロデューサー：吉井敏久
- 企画・製作：CLIE

### 参 〜ねこのばば〜
ミュージカル『しゃばけ』参 〜ねこのばば〜のタイトルで2018年4月28日から5月7日にかけて東京・シアターサンモール、同年5月19日から20日にかけて大阪ビジネスパーク円形ホールを会場に公演された。

#### キャスト
- 一太郎：植田圭輔
- 仁吉：中村誠治郎
- 屏風のぞき：藤原祐規
- 守狐：福井将太
- 秋英：法月康平
- 寛朝：石坂勇
- アンサンブル：あきつ来野良、市川真也、田中大地、松山裕樹

#### スタッフ
- 原作：畠中恵「しゃばけ」シリーズ（新潮社刊）より『ねこのばば』所収「ねこのばば」
- 演出・音楽：浅井さやか（One on One）
- 脚本・作詞：神楽澤小虎（MAG.net）

## アニメ

### Webアニメ
20周年記念スペシャルアニメ「しゃばけ」として、約3分のアニメーションが2021年7月19日より配信された。

#### キャスト（Webアニメ）
- 若だんな - 榎木淳弥
- 仁吉 - 内山昂輝
- 佐助 - 阿座上洋平
- 屏風のぞき - 木村良平
- 鈴彦姫 - 金元寿子

#### スタッフ（Webアニメ）
- 監督 - 伊藤秀樹
- 音楽 - 和田薫
- アニメーション制作 - 朱夏

### テレビアニメ
2024年11月にテレビアニメ化が発表された。2025年10月よりフジテレビ系列『ノイタミナ』枠にて放送予定。

#### スタッフ（テレビアニメ）
- 原作 - 畠中恵[31]
- 監督 - 大川貴大[31]
- シリーズ構成 - 待田堂子[31]
- キャラクターデザイン・総作画監督 - 皆川愛香利[31]
- サブキャラクターデザイン・総作画監督 - 志賀祐香[31]
- 妖怪デザイン - 楡木哲郎[31]
- プロップデザイン - 小沼由莉香、鯉沼菜奈、箱田ななみ、斉藤千恵、スターロイド[31]
- 美術監督・美術設定 - 佐藤正浩[31]
- 色彩設計 - まつおたけふみ[31]
- 撮影監督 - 大神洋一[31]
- 編集 - 新居和弘[31]
- 音響監督 - 菊田浩巳[31]
- 音楽 - 石塚玲依[31]
- アニメーション制作 - BN Pictures[31]

#### 主題歌（テレビアニメ）
「いのちのパレヱド」
くじらによるオープニングテーマ。
| フジテレビ系列 ノイタミナ | フジテレビ系列 ノイタミナ | フジテレビ系列 ノイタミナ |
| 前番組                    | 番組名                    | 次番組                    |
| ------------------------- | ------------------------- | ------------------------- |
| よふかしのうた Season2    | しゃばけ                  | -                         |

## オーディオブック
Audibleにて総勢18名の歌舞伎俳優の朗読で制作・配信することが決定した。各巻を一人ずつ朗読する。2021年7月26日より順次発売。
追加で19巻以降も歌舞伎俳優の朗読で配信されることが発表された。『またあおう』からは、声優の加藤健が担当している。
朗読出演者
- 『しゃばけ』 - 中村隼人（2021年7月26日配信）
- 『ぬしさまへ』 - 上村吉太朗（2021年8月27日配信）
- 『ねこのばば』 - 市川弘太郎（2021年9月24日配信）
- 『おまけのこ』 - 市川笑野（2021年10月29日配信）
- 『うそうそ』 - 中村かなめ（2021年11月26日配信）
- 『ちんぷんかん』 - 中村鶴松（2021年12月24日配信）
- 『いっちばん』 - 中村米吉（2022年1月27日配信）
- 『ころころろ』 - 中村京蔵（2022年2月25日配信）
- 『ゆんでめて』 - 中村橋吾（2022年3月25日配信）
- 『やなりいなり』 - 中村梅乃（2022年4月28日配信）
- 『ひなこまち』 - 市川猿紫（2022年5月27日配信）
- 『たぶんねこ』 - 中村莟玉（2022年6月24日配信）
- 『すえずえ』 - 市川蔦之助（2022年7月29日配信）
- 『なりたい』 - 市川右若（2022年8月26日配信）
- 『おおあたり』 - 中村芝のぶ（2022年9月30日配信）
- 『とるとだす』 - 中村いてう（2022年10月28日配信）
- 『むすびつき』 - 坂東玉朗（2022年11月25日配信）
- 『てんげんつう』 - 中村壱太郎（2022年12月23日配信）
- 『いちねんかん』 - 中村種之助（2023年2月24日配信）
- 『もういちど』 - 中村歌昇　（2023年3月31日配信）
- 『またあおう』- 加藤健（2023年7月28日配信）
- 『こいごころ』- 加藤健（2023年9月8日配信）
- 『いつまで』- 加藤健（2024年1月24日配信）
- 『なぞとき』- 加藤健（2024年12月6日配信）